# André Cools
André H.P. Cools (Flémalle-Grande, 1 augustus 1927 – Luik, 18 juli 1991) was een Belgisch politicus van de Parti Socialiste.

## Levensloop

### Jeugd
Cools groeide op in het Luikse syndicale milieu, waarin ook zijn vader en grootvader actief waren. Zijn grootvader was het stemrecht ontzegd wegens een zwaar strafblad voor feiten gepleegd in de syndicale strijd. Zijn ouders waren de beheerders van het Maison du Peuple in Flémalle-Haute. In 1942 werd de vader van André Cools door de Duitse bezetter gedeporteerd naar het concentratiekamp Mauthausen en ter dood gebracht.
Cools had na zijn humaniora enkele jaren aan de Luikse universiteit gestudeerd, maar geen diploma behaald. In 1947 ging hij als secretaris-ontvanger werken bij de Commissie van Openbare Onderstand in Flémalle-Haute.

### Politiek engagement
Na de oorlog nam Cools in 1945 deel aan het Waals Congres en voerde mee actie tegen de terugkeer van Leopold III als koning van België. Hij was reeds vroeg beïnvloed door Waals-regionalistische stromingen, onder andere door André Renard. Zo was hij lid van de Mouvement populaire wallon vanaf de oprichting in 1961 en droeg hij bij tot de Waals-nationalistische tendensen bij de Waalse socialisten, die een hoogtepunt bereikten met de toetreding van José Happart tot de PS in 1984.
Hij begon zijn politieke loopbaan als secretaris van de Socialistische Jonge Wacht, een functie die hij van 1945 tot 1950 uitoefende. Vervolgens werd hij in 1952 tot gemeenteraadslid van Flémalle-Haute verkozen, waar hij van 1965 tot 1976 burgemeester was. Na de fusie met Flémalle was hij daar vanaf 1976 gemeenteraadslid en van 1977 tot aan zijn dood in 1991 burgemeester. In 1958 werd hij dan weer voor het arrondissement Luik verkozen tot lid van de Kamer van volksvertegenwoordigers, waar hij bleef zetelen tot in 1990. Door het toen bestaande dubbelmandaat zetelde hij van 1971 tot 1980 ook in de Franse Cultuurraad, van 1980 tot 1990 in de Raad van de Franse Gemeenschap en van 1980 tot 1990 in de Waalse Gewestraad.

### Politiek kopstuk
In juni 1968 werd Cools in de Regering-G. Eyskens IV minister van Begroting, een functie die hij tot in februari 1971 behield. Vanaf januari 1969 was hij na het overlijden van Joseph-Jean Merlot ook vicepremier. In februari 1971 werd hij vervolgens als plaatsvervanger van Edmond Leburton minister van Economische Zaken, wat hij bleef tot in 1972. Vervolgens was hij in de Regering-G. Eyskens V van 1972 tot 1973 enkel vicepremier.
Nadien werd Cools in 1973 in opvolging van Edmond Leburton covoorzitter van de BSP. Nadat de BSP in 1978 opgesplitst werd, werd hij partijvoorzitter van de PS. Hij bleef deze functie uitoefenen tot in 1981. Daarna was hij van 1981 tot 1985 voorzitter en van 1986 tot 1987 ondervoorzitter van de Waalse Gewestraad. In 1983 werd hij benoemd tot minister van Staat.
In 1988 weigerde hij om minister-president van de Waalse Regering te worden, maar werd in deze regering wel minister van Lokale Overheden en Gesubsidieerde Werken. Dit bleef hij tot in mei 1990.
In mei 1990 trok hij zich grotendeels terug uit de politiek na een interne machtsstrijd binnen de PS, die eind jaren 80 was uitgebroken toen de socialisten na een lange oppositieperiode opnieuw in de regering kwamen (het kabinet Martens VII) en waarin Cools het onderspit had moeten delven. Hij bleef enkel nog burgemeester van Flémalle, maar op de achtergrond had hij nog grote invloed in de Luikse federatie van de PS. Ook was hij actief in vele intercommunales in het Luikse, waardoor hij in feite aan het hoofd stond van een enorm economisch netwerk. Daarnaast was hij ook actief als vrijmetselaar.

### Moord
Op 18 juli 1991 werd hij op 63-jarige leeftijd in Luik doodgeschoten toen hij het appartement verliet van zijn vriendin Hélène Joiret, die zelf ook zwaar gewond werd door een kogel.
In het onderzoek naar de moord, geleid door de Luikse onderzoeksrechter Véronique Ancia, kwamen een aantal corruptieschandalen zoals de affaires Agusta/Dassault en OMOB aan het licht die in de late jaren 90 zouden leiden tot de veroordeling van vooraanstaande socialistische politici als Guy Spitaels, Guy Coëme en Willy Claes.
Van geen van deze schandalen werd echter bewezen dat ze met de moord op Cools samenhingen. De huurmoordenaars werden in 1996 ontdekt: het ging om Ben Almi Abdelmajid Ben Lamin en Ben Brahim Abdeljelil Ben Regeb, twee Tunesiërs die in Sicilië door mensen uit het maffiamilieu gerekruteerd waren. In 1998 veroordeelde een rechtbank in Tunis hen voor de moord op Cools tot 20 jaar opsluiting. Ze kwamen vrij rond 2011.
Het onderzoek naar de opdrachtgevers sleepte langer aan. De hoofdverdachte van de huurmoord, PS-politicus en voormalig minister Alain Van der Biest, pleegde op 17 maart 2002 zelfmoord en liet een afscheidsbrief na waarin hij elke betrokkenheid ontkende. Toen de moord werd gepleegd was hij zwaar verslaafd aan alcohol. 
In oktober 2003 stonden acht andere verdachten terecht voor de moord op Cools, allemaal afkomstig uit de entourage van Van der Biest. Zes van de beklaagden werden in januari 2004 veroordeeld (Pino Di Mauro, Luigi Contrino, Carlo Todarello, Cosimo Solazzo, Domenico Castellino en Richard Taxquet). 
De veroordeling van Castellino was bij verstek. Hij was voortvluchtig tot hij in maart 2006 bij een wegcontrole in Duitsland in hechtenis werd genomen. Na een nieuw proces werd hij op 15 maart 2007 tot twintig jaar gevangenisstraf veroordeeld. Hij werd in 2011 vervroegd vrijgelaten.
Taxquet en Castellino procedeerden verder (zie onder meer arrest-Taxquet) en zagen hun veroordeling uiteindelijk verbroken omdat ze geen eerlijk proces hadden gekregen. Ze ontliepen in 2017 een derde assisenproces omdat de redelijke termijn was verstreken.
In april 2020 raakte bekend dat Cosimo Solazzo in het zuiden van Italië was opgepakt. Hij werd in 2004 tot 20 jaar cel veroordeeld voor zijn betrokkenheid bij de moord.